# Adolf Born
Adolf Born (12. června 1930 České Velenice – 22. května 2016 Praha) byl český malíř, kreslíř, ilustrátor, animátor, karikaturista a kostýmní výtvarník. Byl znám svými monarchistickými postoji.

## Život
Narodil se v Českých Velenicích, kde se mluvilo česky i německy. V letech 1949–1950 studoval výtvarnou výchovu na Pedagogické fakultě Univerzity Karlovy, později přešel na Vysokou školu uměleckoprůmyslovou (atel. prof. A. Pelce 1950–53) a na Akademii výtvarných umění (1953–55) v Praze, kde u prof. A. Pelce absolvoval. Během studií ho ale nejvíce ovlivnil František Tichý. Adolf Born sdílel jeho fascinaci cirkusy a varieté. Tehdejší filmové týdeníky v něm vzbudily náklonnost k exotice a zájem o individuality, jako byl etiopský císař Haile Selassie I. nebo Čankajšek. Literárně Borna nejvíce ovlivnili autoři bajek Krylov, La Fontaine a Ezop, z českých spisovatelů Bohumil Hrabal, Karel Poláček a Jaroslav Hašek.
Patřil k zakládajícím členům tvůrčí skupiny Polylegran, kterou v roce 1959 založil s dalšími karikaturisty, sdružujícími se okolo časopisu Mladý svět. Pravidelně se účastnil společných výstav této skupiny.
Od roku 1960 byla jeho díla vystavena po celém světě a získal za ně mnoho cen. Jeho doménou je grafika – suchá jehla, lept a především litografie. V roce 1962 se oženil a v roce 1964 se mu narodila dcera Erika Bornová. Jeho nejznámější díla zahrnují ilustrace knih od Miloše Macourka (Mach a Šebestová, Žofka), Julese Verna (Trosečník z Cynthie), A. Dumase staršího (Tři mušketýři), Vojtěcha Steklače (série Boříkovy lapálie) a jiné. Např. kresby Adolfa Borna Turci před Vídní (z r. 1989), si povšimli němečtí autoři publikace Dějiny Turecka, Klaus Kreiser a Christoph K. Neumann. Připomínají, že jeho díla byla úspěšně vystavena v r. 2005 v Istanbulu. Na straně 243 českého vydání vědecko-historické publikace byl český malíř Adolf Born zmíněn jako velký obdivovatel Turecka.
Je také autorem kostýmů a dekorací k opeře Antonína Dvořáka Čert a Káča inscenované v Národním divadle, dále inscenace hudební fakulty HAMU – opera V studni Viléma Blodka. 
Jeho animace vtipně glosují děj i ve filmové sérii o básnících (Jak svět přichází o básníky, Jak básníci přicházejí o iluze, Jak básníkům chutná život), a nechybějí ani v závěrečném dílu Jak básníci čekají na zázrak, který byl uveden do kin měsíc před jeho smrtí.
Jeho scénografická činnost představuje výtvarnou spolupráci s Miroslavem Horníčkem v Divadle J. K. Tyla v Plzni a výpravy pohádek pro Divadlo Jiřího Wolkera v Praze.
Nedílnou součástí Bornovy tvorby jsou poštovní známky; s Českou poštou spolupracoval od roku 1992. Zhotovil návrhy známek např. k 500. výročí objevení Ameriky (1992), k 740. výročí narození cestovatele Marca Pola (1994), navrhl poslední známku druhého tisíciletí a první známku třetího tisíciletí či vánoční a velikonoční známky.
Zemřel 22. května 2016 ve věku 85 let. Poslední rozloučení s umělcem proběhlo ve velké obřadní síni strašnického krematoria 27. května 2016.

## Ocenění
Roku 1974 byl na světové výstavě v Montréalu jmenován karikaturistou roku. 1. května 1988 mu salonní akademie kresleného humoru udělila čestný titul HUDr. (Doctor Humoris Causa); ve stejném roce byl jmenován zasloužilým umělcem. V roce 2003 získal Medaile Za zásluhy 1. stupně.
V roce 2013 získal na Anifilmu cenu za celoživotní přínos animovanému filmu a na sedmém ročníku ceny Muriel byl za svůj přínos komiksu uveden do Síně slávy českého komiksu. V roce 2015 získal na Zlín Film Festivalu ocenění Zlatý střevíček za mimořádný přínos kinematografii pro děti a mládež. Born byl také rytířem francouzského Řádu umění a literatury.

## Výstavy
- 1959 – Galerie Fronta, Praha
- 1961 – Dům spojů Vinohrady, Praha
- 1962 – Galerie Fronta, Praha
- 1963 – Kulturní dům, Náchod
- 1965 – Club der Kulturschaffenden, Berlín
- 1966 – Hollar, Praha
- 1967 – Club Voltaire, Frankfurt nad Mohanem
- 1967 – Théatre de l'Atelier, Ženeva
- 1969 – Hollary, Praha
- 1971 – Kulturní dům, Kroměříž
- 1972 – Galerie Fronta, Praha
- Adolf Born na výstavě kreslíře Neprakty, rok 19821973 – Stadtbücherei, Heilbronn
- 1974 – Pavilon humoru, Montreal

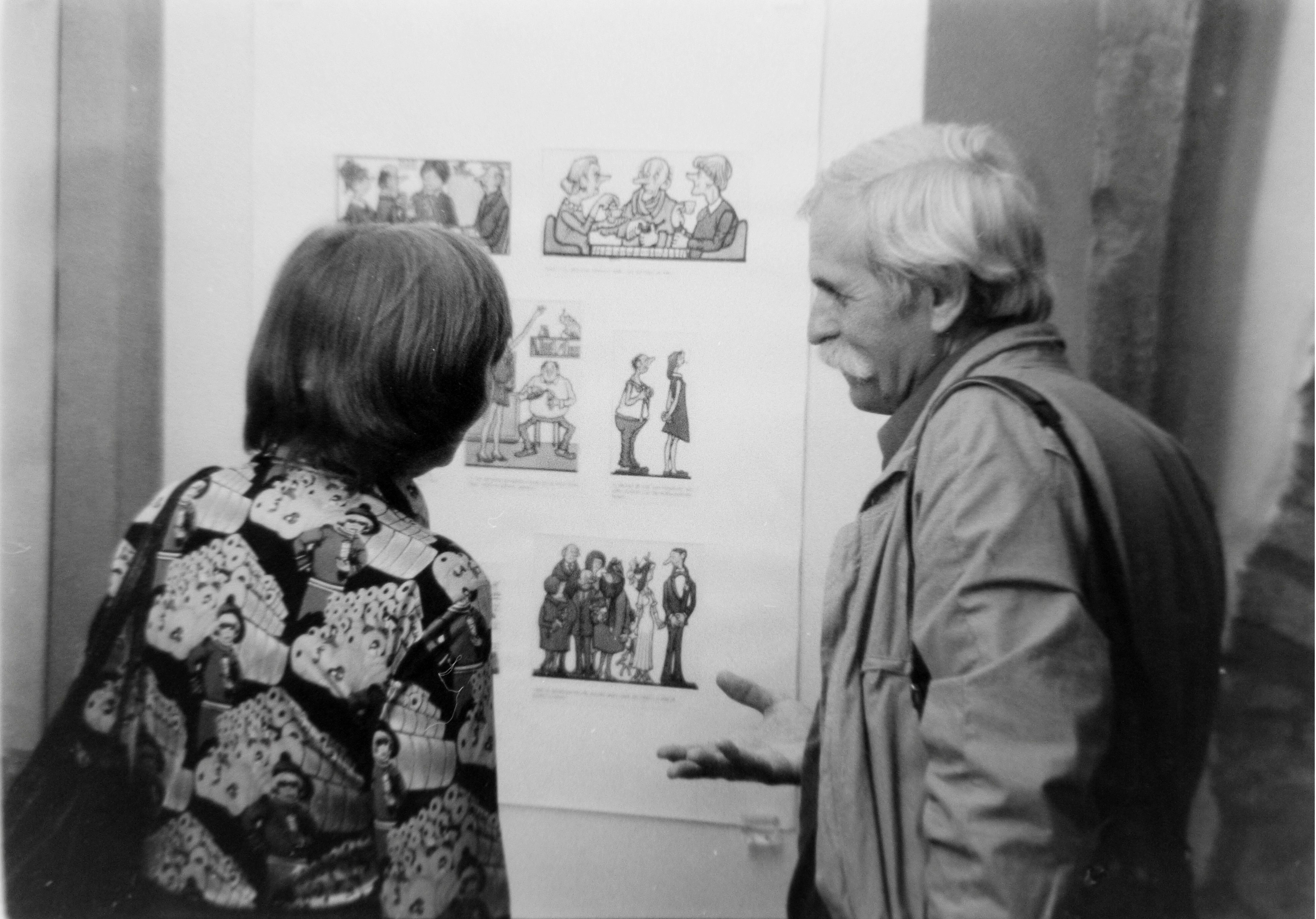
Adolf Born na výstavě kreslíře Neprakty, rok 1982

- 1974 – Dalhousie University Art Gallery, Halifax
- 1974 – Hogarth Galleries, Sydney
- 1975 – Malá galerie spisovatele, Praha
- 1976 – Divadlo hudby, Olomouc
- 1977 – Dům pánů z Kunštátů, Brno
- 1978 – Galerie výtvarných umění, Cheb
- 1979 – Galerie Wiegand, Kolín nad Rýnem
- 1980 – Galerie Eppendorf, Hamburk
- Reklama na televizní stanici Nova dle návrhu Adolfa Borna na pražské Národní třídě1981 – Galeria Slavia, Brémy

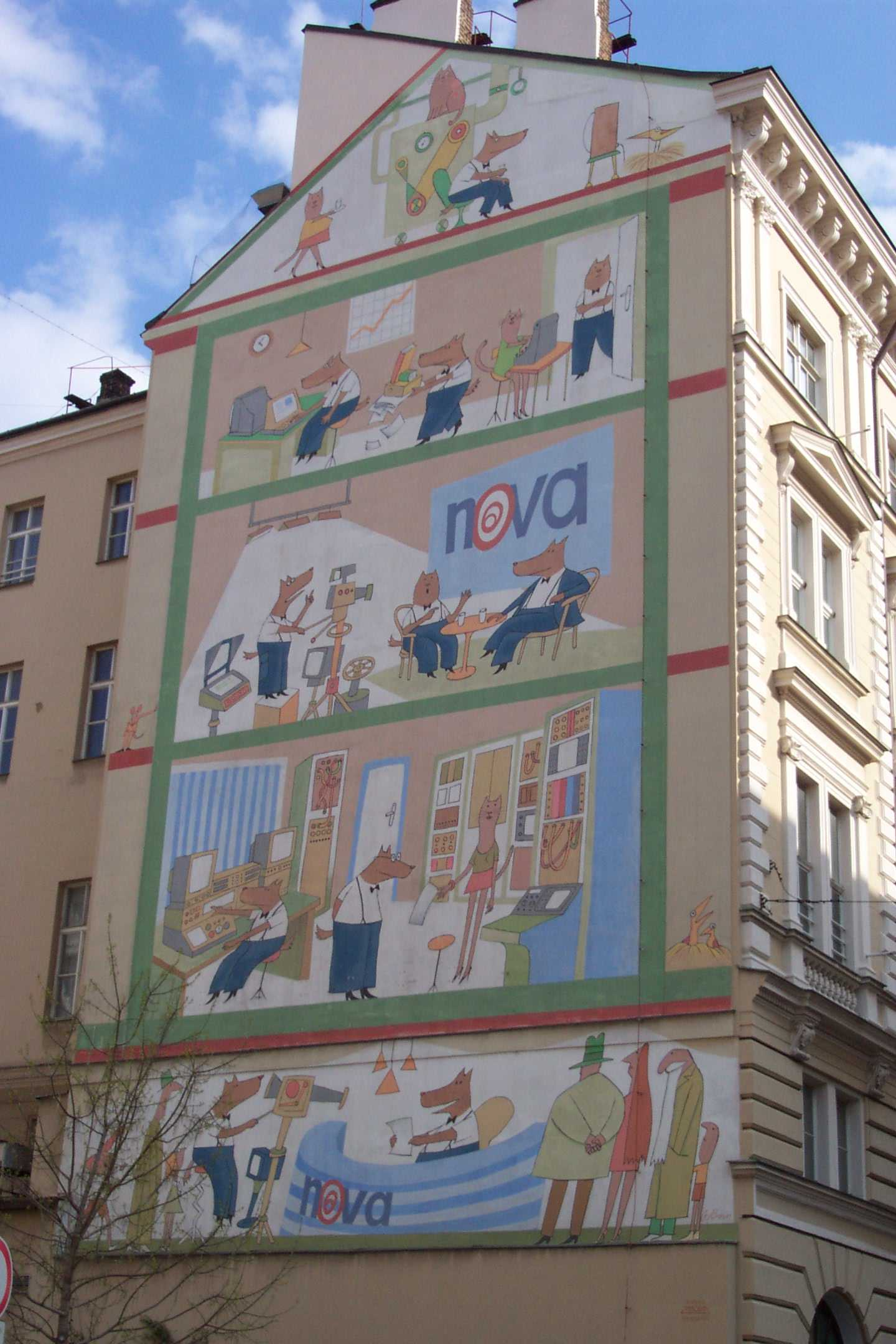
Reklama na televizní stanici Nova dle návrhu Adolfa Borna na pražské Národní třídě

- 1982 – Oblastní galerie, Karlovy Vary
- 1983 – Divadlo hudby, Olomouc
- 1984 – Galerie Albatros, Praha
- 1985 – Galerie Ambiance, Lucern
- 1986 – Městské muzeum, Hameln
- 1987 – Kaunicův dům, Uherský Brod
- 1988 – Oblastní galerie v zámku, Vsetín
- Hrob Adolfa Borna na Olšanských hřbitovech.1989 – Galerie Nev, Istanbul

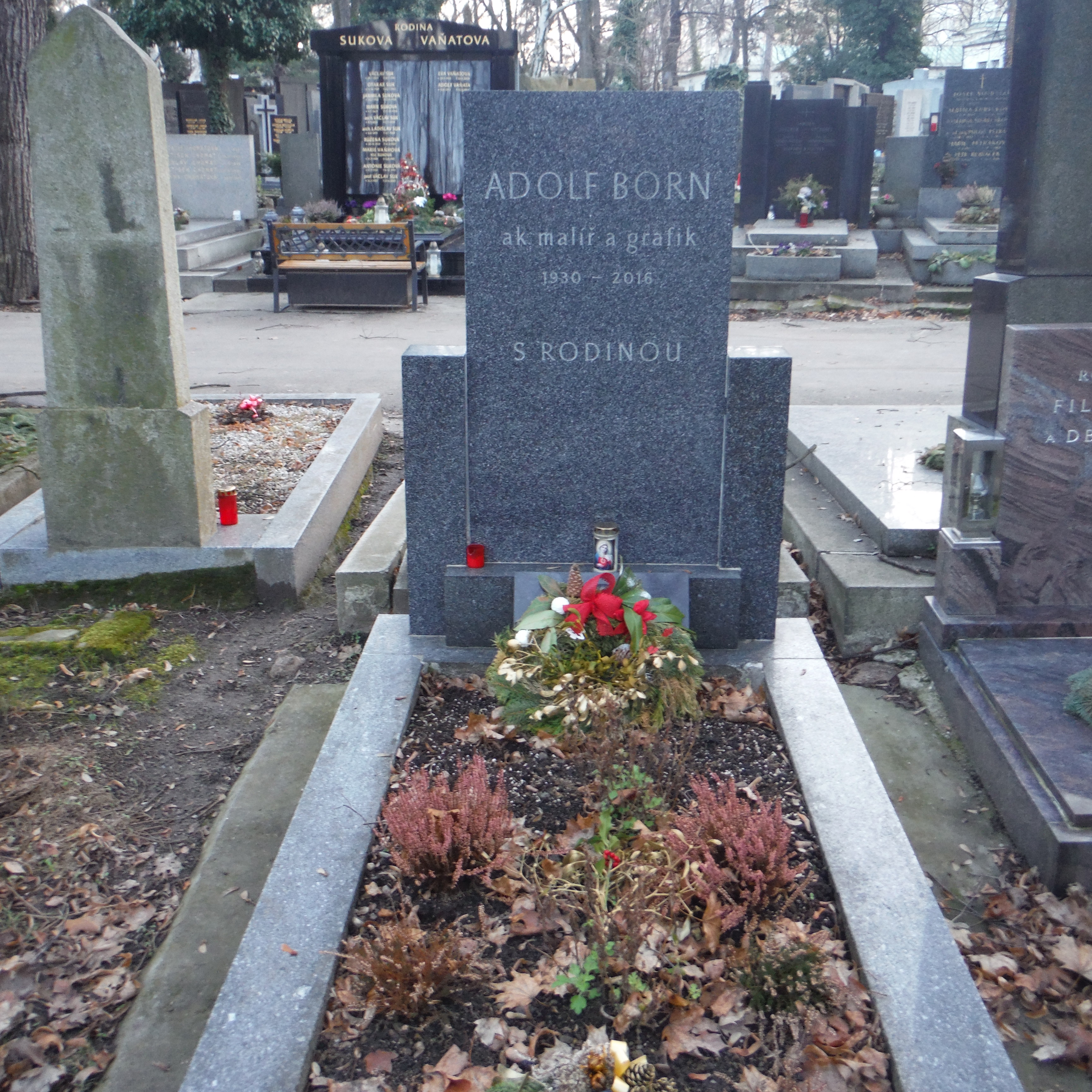
Hrob Adolfa Borna na Olšanských hřbitovech.

- 1990 – Zámecká galerie, Buchlovice
- 1991 – Parken Galeri, Bergen
- 1992 – Filmhaus, Saarbrücken
- 1993 – Galerie Justiz, Praha
- 1994 – Galerie Dílo, Liberec
- 1995 – Albin-Upp Galeri, Oslo
- 1996 – Galerie Orlí hnízdo, Liberec
- 1997 – Galerie Groll, Naarden
- 1998 – Galerie Antik, Slaný
- 2000 – Galerie ART, Chrudim
- 2010 – Galerie Moderna, Praha
- 2013 – Galerie Moderna, Praha
- 2014 – Galerie V, Poděbrady
- 2015 – Galerie Moderna, Praha
- 2017 – Museum Kampa, Praha
- 2018 – Galerie Moderna, Praha

## Památka
- Park Adolfa Borna – park v Praze 4-Braníku